# Olympische Sommerspiele 2004/Teilnehmer (São Tomé und Príncipe)
| Gelbes Symbol für Goldmedaillen mit stilisierten Olympischen Ringen | Graues Symbol für Silbermedaillen mit stilisierten Olympischen Ringen | Braundes Symbol für Bronzemedaillen mit stilisierten Olympischen Ringen |
| ------------------------------------------------------------------- | --------------------------------------------------------------------- | ----------------------------------------------------------------------- |
| —                                                                   | —                                                                     | —                                                                       |

São Tomé und Príncipe nahm bei den Olympischen Sommerspielen 2004 in der griechischen Hauptstadt Athen mit zwei Sportlern, einer Frau und einem Mann, teil.
Seit 1996 war es die dritte Teilnahme eines são-toméischen Teams bei Olympischen Sommerspielen.

## Flaggenträger
Die Leichtathletin Fumilay da Fonseca trug die Flagge von São Tomé und Príncipe während der Eröffnungsfeier im Olympiastadion.

## Teilnehmer nach Sportarten

### Leichtathletik
Frauen
- Fumilay da Fonseca
20 km Gehen: 52. Platz (2:04:54 h)

Männer
- Yazaldes Nascimento
100 m: in der 1. Runde ausgeschieden (11,00 s)